# Iphismonarch
De iphismonarch (Pomarea iphis) is een zangvogel  uit de familie Monarchidae (monarchen). Het is een endemische vogelsoort uit Frans-Polynesië.

## Herkenning
De vogel is 17 cm lang. Het mannetje is zwart van boven en heeft een witte buik waarbij op overgang van buik naar de borst het wit op een rommelige manier overgaat op zwart. De kop is zwart, de snavel donkergrijs, het oog is donker met een grijze oogring en de poten zijn donkergrijs. Het vrouwtje is helemaal bruin van boven en vaag, heel licht roodbruin bijna crèmekleurig wit van onder.

## Verspreiding en leefgebied
Deze soort is endemisch op Ua Huka, een eiland van de Marquesaseilanden. Het leefgebied is natuurlijk, inheems, vochtig bos tussen de 30 en 650 m boven zeeniveau. Het eiland is daarmee nog voor ongeveer 30% bedekt.

## Status
De iphismonarch heeft een beperkt verspreidingsgebied en daardoor is de kans op uitsterven aanwezig. De grootte van de populatie werd in 2016 door BirdLife International op grond van onderzoek uit 1998 geschat op 500 tot 1250 paar. Als potentiële bedreiging voor de habitatkwaliteit wordt de aanwezigheid van ratten (Rattus rattus) beschouwd, verder overbegrazing door geiten en runderen en de kans op tropische stormen. Om deze redenen staat deze soort als kritiek op de Rode Lijst van de IUCN.